# Najeh Braham
Najeh Braham (en árabe: الناجح براهم‎; Bembla, Túnez, 20 de mayo de 1977) es un exfutbolista y entrenador de fútbol de Túnez que jugaba en la posición de delantero centro.

## Selección nacional
Jugó para Túnez en 15 ocasiones de 2003 a 2005 y anotó cinco goles, fue campeón de la Copa Africana de Naciones 2004 donde anotó un gol en la victoria por 3-0 ante República Democrática del Congo en Ciudad de Túnez.

## Clubes

### Como jugador
| Club                | País                | Año       |
| ------------------- | ------------------- | --------- |
| US Monastir         | Bandera de Túnez    | 1997-2000 |
| 1. SC Göttingen 05  | Bandera de Alemania | 2000-2001 |
| Eintracht Trier     | Bandera de Alemania | 2001-2004 |
| Rot-Weiß Erfurt     | Bandera de Alemania | 2004-2005 |
| Eintracht Trier     | Bandera de Alemania | 2005-2006 |
| Sportfreunde Siegen | Bandera de Alemania | 2006-2008 |
| 1. FC Magdeburg     | Bandera de Alemania | 2008-2009 |
| Erzgebirge Aue      | Bandera de Alemania | 2009-2011 |

### Como entrenador
| Club               | País                | Año  |
| ------------------ | ------------------- | ---- |
| 1. SC Göttingen 05 | Bandera de Alemania | 2014 |

## Palmarés

### Títulos internacionales
| Título                    | Club               | País  | Año  |
| ------------------------- | ------------------ | ----- | ---- |
| Copa Africana de Naciones | Selección de Túnez | Túnez | 2004 |